# Okanagan-Similkameen
Okanagan-Similkameen – dystrykt regionalny w kanadyjskiej prowincji Kolumbia Brytyjska. Siedziba władz znajduje się w Penticton.
Okanagan-Similkameen ma 80 742 mieszkańców. Język angielski jest językiem ojczystym dla 85,4%, niemiecki dla 3,0%, pendżabski dla 2,9%, francuski dla 1,9%, portugalski dla 1,1% mieszkańców (2011).